# Episodi di Detective Conan (trentunesima stagione)
Questa è una lista degli episodi della trentunesima stagione della serie anime Detective Conan.

## Lista episodi
| Nº   | Titolo italiano Giapponese 「Kanji」 - Rōmaji | In onda           | In onda |
| Nº   | Titolo italiano Giapponese 「Kanji」 - Rōmaji | Giapponese        |         |
| 1000 | Il caso della sonata al chiaro di luna (prima parte) 「ピアノソナタ「月光」殺人事件（前編）」 - Piano Sonata "gekkō" satsujin jiken (zenpen) | 6 marzo 2021      |         |
| 1000 | Kogoro riceve una strana lettera da parte di un certo Keiji Aso, il quale afferma che, nella prossima notte di plenilunio, l'ombra inizierà di nuovo a sparire dall'isola Tsukikage ("Ombra lunare" in giapponese). Recatosi sull'isola insieme a Ran e Conan per indagare sulla questione, Kogoro viene a sapere che Aso è morto da più di dieci anni. Successivamente Hideo Kawashima, dato per favorito alle future elezioni, e il sindaco uscente vengono ritrovati morti, rispettivamente affogato nell'oceano e pugnalato alla schiena. Durante entrambi gli omicidi si è sentita la Sonata al chiaro di luna, ovvero la stessa melodia che suonava Aso quando era morto avvolto dalle fiamme. |                   |         |
| 1001 | Il caso della sonata al chiaro di luna (seconda parte) 「ピアノソナタ「月光」殺人事件（後編）」 - Piano Sonata "gekkō" satsujin jiken (kōhen) | 13 marzo 2021     |         |
| 1001 | Nishimoto sembra essere il colpevole ma, anche lui, viene trovato morto impiccato. L'assassino vuole far sembrare questo delitto come un suicidio indotto dal rimorso per i primi due omicidi commessi. |                   |         |
| 1002 | Il mistero della polvere nel quartiere dello shopping di Beika 「米花商店街ダストミステリー」 - Beika shōtengai Dasuto Misuterī | 17 aprile 2021    |         |
| 1002 | Conan e i Detective Boys indagano su un caso di abbandono di rifiuti nel quartiere dello shopping di Beika. Durante le indagini a Ran viene un'idea geniale per il suo progetto di scuola riguardo all'evento WSG (World Sports Games), ovvero alla più grande manifestazione mondiale dedicata allo sport che si terrà a Tokyo. Per strada incontrano per caso Subaru con degli strumenti per l'intercettazione con la scusa di dover fare delle misurazioni per le sue ricerche universitarie. |                   |         |
| 1003 | Il crimine perfetto delle 36 celle (prima parte) 「36マスの完全犯罪(ﾊﾟーﾌｪｸﾄｹﾞーﾑ)(前編)」 - 36 Masu no kanzen hanzai (Pāfekuto Gēmu) (zenpen) | 24 aprile 2021    |         |
| 1003 | Kogoro decide di andare a Nagano in treno dopo aver ricevuto una richiesta. È accompagnato da Conan, Amuro e Kanenori. Si tratta di indagare su un caso di suicidio in una vecchia chiesa. Giunti in chiesa vengono raggiunti da alcune persone. Viene presto rivelato che qualcuno li ha riuniti tutti insieme mantenendo segreta la loro identità. Successivamente le auto vengono distrutte e tutti sono intrappolati nella chiesa. Kogoro avverte Yamato, Uheara e Morofushi di quanto accaduto chiedendogli di mandargli qualcuno in aiuto, ma i poliziotti lo informano che a causa di una valanga non possono attraversare una galleria e che sono costretti ad aspettare il giorno successivo per mettersi in viaggio. Tutte le persone radunate cercano di decifrare il codice ricevuto per poter scoprire informazioni riguardo al suicidio avvenuto nella chiesa. Il gruppo trova un altro pezzo di codice alla porta di ingresso e decidono, tramite un sorteggio di fogliettini sui quali ognuno aveva trascritto il proprio nome, come dividersi per perlustrare le varie stanze della chiesa. Dopo la perlustrazione ognuno di loro torna con un altro pezzo di codice tranne uno di loro il cui corpo viene trovano esanime nel bagno trafitto in fronte da una freccia. |                   |         |
| 1004 | Il crimine perfetto delle 36 celle (seconda parte) 「36マスの完全犯罪（中編」 - Sanjūroku Masu no Pāfekuto Gēmu (chūhen) | 1º maggio 2021    |         |
| 1004 | Kogoro invia un video della scena del crimine al trio Yamato-Uheara-Morofushi e quest'ultimo osserva in modo sospettoso Amuro. Il gruppo decide, su suggerimento di Amuro, di dividersi tutti in coppia per cercare indizi per la chiesa. Conan e Amuro, che sono in coppia assieme, iniziano col perlustrare il bagno e mentre fanno delle deduzioni sulla dinamica del delitto Conan chiede ad Amuro se conosce chi è Rum e se lo ha incontrato e questi replica dicendo che non gli rilascerà le informazioni richieste, rivelando però che Rum è un tipo "precipitoso". Il resto del gruppo è attorno ad un falò acceso all'interno della chiesa per riscaldarsi finché non si sente un rumore provenire da fuori e decidono di sorteggiare, tramite dei pacchi di mentine, la coppia che andrà fuori a controllare. Viene estratta la coppia formata da colui che ha proposto la modalità di sorteggio e poco dopo essere usciti fuori quest'ultimo rientra allarmato in chiesa dicendo che il compagno ha ricevuto un messaggio anonimo ed è corso in bagno terrorizzato. Tutti si recano lì e lo trovano morente a causa all'avvelenamento provocato da una bottiglietta rinvenuta accanto al corpo e trovano accanto a lui anche nuovo pezzo di codice. Sul cellulare della vittima viene trovato un messaggio in cui la vittima viene accusata di aver spifferato il segreto ma non è chiaro a quale segreto si riferisse il mittente. Conan e Amuro rinvengono del miele sul cellulare e Kanenori avvicinandosi ai due riferisce che sembrano molto affiatati e che Conan è dotato di un'intelligenza fuori dall'ordinario. Morofushi ripensa a quanto suo fratello Hiromitsu gli aveva presentato Amuro come suo amico dicendogli che sarebbe voluto entrare nella polizia. Nel frattempo Kuroda chiama Yamato dicendogli di voler parlare con Morofushi. |                   |         |
| 1005 | Il crimine perfetto delle 36 celle (terza parte) 「36マスの完全犯罪（後編）」 - Sanjūroku Masu no Pāfekuto Gēmu (kōhen) | 8 maggio 2021     |         |
| 1005 | Yamato avvisa Goro che arriveranno fra tre ore. I sospetti sembrano ricadere su Nishino, colui che ha ideato il sorteggio con le scatolette di mentine e preso dalla rabbia si rinchiude in una stanza della chiesa. Conan capisce il significato dei codici. Nishino manda un messaggio ad una persona del gruppo dicendogli di sapere chi è l'assassino e gli dice di recarsi di nascosto nella stanza dove si trova lui. Su richiesta l'amico lo raggiunge ma a seguirlo c'è il team di Goro che smaschera il piano di Nishino e i trucchi messi in atto per uccidere le altre vittime. La polizia di Nagano giunge finalmente alla chiesa e Morofushi, incontrando Amuro di persona, lo osserva in maniera pungente. |                   |         |
| 1006 | Chi ha messo il veleno? 「毒を入れたのは誰」 - Doku o ireta no wa dare | 15 maggio 2021    |         |
| 1006 | Kogoro, Ran e Conan vengono inviati a una serata tra un dirigente e dei suoi passati collaboratori in seguito alla ricezione di un messaggio di minaccia alla vita del direttore. Ad un certo punto il direttore viene avvelenato e muore tra le braccia del suo segretario. Si scopre poi che il segretario e il direttore hanno fatto uno scambio di persona e tutta la serata viene filmata da una telecamera nascosta. I sospettati, dunque, sono cinque: tutti hanno un movente, nessuno apparentemente la possibilità di compiere il crimine. Tocca a Conan trovare il colpevole prima che arrivi la polizia. |                   |         |
| 1007 | In cerca di vendetta (Prima parte) 「引き継がれた復讐（前編）」 - Hikitsugareta fukushū (zenpen) | 5 giugno 2021     |         |
| 1007 | Megure, Takagi e Chiba perlustrano una scena del delitto e ipotizzano al riguardo. Giungono poi Goro e Conan che, assieme ai tre, si recano da un amico del defunto in cerca di informazioni. Questo però si dimostra riluttante alla collaborazione con la polizia e lo stesso comportamento mantengono le due persone che in quel momento si trovavano con lui. Il giorno successivo Goro e Conan ritornano per scoprire cosa si celasse dietro i loro comportamenti e ritrovano il corpo deceduto dell'amico della vittima. Le due persone poco collaborative, messe alle strette, attribuiscono la colpa alla persona che in passato avevano truffato. Nel tentativo di mietere la sua terza vittima però precipita da un dirupo. Giorni dopo anche la terza persona è coinvolta in un omicidio e perisce. |                   |         |
| 1008 | In cerca di vendetta (Seconda parte) 「引き継がれた復讐（後編）」 - Hikitsugareta fukushū (kōhen) | 12 giugno 2021    |         |
| 1008 | L'ultimo superstite riceve una chiamata intimidatoria dal presunto omicida. Si scopre però di come quest'ultimo fosse morto e che il suo corpo sia stato ritrovato. Viene così posto l'interrogativo inerente a chi è colui che ha ucciso la vittima precedente e che attenta alla rimanente. Goro insieme a Megure e Takagi organizza una trappola per scovare l'impostore ma il tutto si rivela fallimentare. Conan decide pertanto di fare da sé e gli viene riportato di come vi fosse un ulteriore testimone a vagliare la scena, quella della caduta del primo omicida, un pescatore. Il detective in trance infine ci svela come sono accaduti i fatti. |                   |         |
| 1009 | L'oggetto smarrito è il sentore del crimine 「落し物は事件のにおい」 - Otoshimono wa jiken no nioi | 19 giugno 2021    |         |
| 1009 | Conan arriva al parco dove Ayumi ha preso il braccialetto con Mitsuhiko e Genta. Sulla strada di fronte al parco c'erano tracce di pneumatici e quelle che sembravano macchie di sangue di un'auto che era fuggita a tutta velocità. Decidendo di restituire loro stessi il braccialetto al proprietario, i Detective Boys girano per i negozi di accessori e si imbattono in una certa persona. |                   |         |
| 1010 | Il sorriso smarrito della idol 「笑顔を消したアイドル」 - Egao o keshita aidoru | 26 giugno 2021    |         |
| 1010 | Un agente di nome Taishi Yamasato, che ha detto di aver iniziato a lavorare alla stazione di polizia di Beika questo mese, arriva all'agenzia investigativa Mori. Viene in ufficio per chiedere consiglio su un caso che ha mangiato e non ha pagato in un ristorante a Beika, e su un caso simile ad Haido, dove lavorava originariamente. La donna che mangiò e scappò aveva capelli biondi e occhiali da sole e somigliava a Kayoko Kakurai del gruppo idol DDPP. |                   |         |
| 1011 | La raccolta delle piante selvatiche e il quadrifoglio (prima parte) 「山菜狩りとクローバー（前編）」 - Sansai kari to Kurōbā (zenpen) | 10 luglio 2021    |         |
| 1011 | Una donna, accusandolo di tradimento, uccide il marito davanti casa della sua ipotetica amante. I Detective Boys, assieme a Rumi e a Kobayashi, si recano presso una maestra, nonché la donna omicida, per una visita naturalistica. Poco dopo essere arrivati nel bosco Ayumi aiuta la maestra a cercare un orecchino smarrito vicino alla macchina e a causa di una folata di vento il gruppo percepisce odore di sangue e trovano il cadavere del futuro marito della moglie in mezzo al bosco. Yamamura è incaricato alla risoluzione del caso. Rumi, analizzando la situazione del fetore emanato dal corpo, rivela di possedere un'ottima preparazione in ambito di decomposizioni di corpi. La polizia riconosce nel volto della vittima un uomo ricercato per truffe. Conan nota delle tracce sul corpo della maestra che lo inducono a sospettare di lei. Ayumi prova a cercare vicino alla macchina un quadrifoglio che aveva notato quando stava cercando l'orecchino ma non riesce a trovarlo. A Rumi torna in mente l'immagine di un giocatore di shogi morto in passato e avendo un mancamento si tocca un occhio. Conan è convinto sempre più che abbia problemi ad un occhio. |                   |         |
| 1012 | La raccolta delle piante selvatiche e il quadrifoglio (seconda parte) 「山菜狩りとクローバー（後編）」 - Sansai kari to Kurōbā (kōhen) | 17 luglio 2021    |         |
| 1012 | La polizia trova il sangue della vittima davanti all'abitazione di una donna che è stata trovata in stato confusionale con le mani intrise del sangue della vittima all'interno di un armadio dal quale non riusciva ad uscire. Conan trova il quadrifoglio che stava cercando Ayumi e risolve il mistero. Utilizzando Yamamura, addormentato precedentemente, svela che l'assassina è Zenga che ha ucciso il marito e ha tentato di far ricadere le colpe sull'amante. Ayumi regala il quadrifoglio a Rumi come segno di fortuna e l'insegnante lo avvolge in un fazzoletto per poi lasciarlo cadere a terra all'insaputa dei ragazzi, ma il gesto viene notato da Conan. |                   |         |
| 1013 | L'uomo che amava troppo 「愛しすぎた男」 - Aishi sugita otoko | 24 luglio 2021    |         |
| 1013 | Conan e Kogoro stanno andando al negozio per preparare la cena, quando passano davanti a una casa e vedono una folla di persone. C'era un uomo disteso sul pavimento con il sangue che gli colava dalla testa in una stanza vistosamente saccheggiata. Secondo la coppia di casa, si sono imbattuti per caso nel ladro. Quando li ha attaccati, hanno reagito e hanno finito per ucciderlo. Il caso sembra concludersi con la legittima difesa. |                   |         |
| 1014 | Il romanziere chiamato il re demone 「魔王と呼ばれた小説家」 - Maō to yobareta shōsetsuka | 31 luglio 2021    |         |
| 1014 | Conan e Kogoro stanno camminando per la zona residenziale di Beika quando vedono una folla di poliziotti e curiosi davanti a una villa. È la casa di Shintaro Tabun, uno scrittore di successo, dove è stato trovato un corpo ucciso a colpi di arma da fuoco. Nel suo studio è stato trovato un fucile, ma non ci sono testimoni. I suoi discepoli, Naoya Akaike e Miyuki Izukawa, furono i primi a scoprire il corpo. C'erano altri quattro discepoli, tra cui Ryunosuke Oto e Haruo Chigasaki. Ascoltando le loro storie, abbiamo scoperto che le opere di Tabun erano state scritte dai suoi discepoli e che nutrivano rancore nei suoi confronti. |                   |         |
| 1015 | Appostamento 「張り込み」 - Harikomi | 14 agosto 2021    |         |
| 1015 | I Detective Boys assistono al detective Chiba che acquista una grande quantità di cibo in un minimarket e lo seguono. Entrano in un normale condominio. Pensano che potesse essere venuto a trovare un amico, ma Conan deduce che l'appartamento è di recente costruzione e Chiba è lì per un appostamento. Lo segue e trova lì anche Takagi. I Detective Boys gli chiedono di lasciarli aspettare finché Agasa non viene a prenderli e viene a sapere che il motivo dell'appostamento è la rapina e l'omicidio in una gioielleria avvenuti la scorsa settimana. |                   |         |
| 1016 | Il caso del cecchino della monorotaia (prima parte) 「モノレール狙撃事件（前編）」 - Monorēru sogeki jiken (zenpen) | 28 agosto 2021    |         |
| 1016 | Conan e Kogoro sono in viaggio verso la zona della baia quando vedono un proiettile colpire la monorotaia, ferendo uno dei passeggeri. I due saltano fuori dalla monorotaia grazie a una fermata di emergenza e inseguono l'assassino, arrivando in una stanza di un condominio dove pensano che si trovi l'assassino. |                   |         |
| 1017 | Il caso del cecchino della monorotaia (seconda parte) 「モノレール狙撃事件（後編）」 - Monorēru sogeki jiken (kōhen) | 4 settembre 2021  |         |
| 1017 | Conan e Kogoro rintracciano l'autore del reato e arrivano in un condominio, ma l'autore del reato che trovano lì scappa al mercato di Tohto. Lì un dipendente viene trovato legato e con la bocca coperta. Il colpevole ruba gli effetti personali del dipendente e sembra che stia cercando di farne qualcosa. |                   |         |
| 1018 | Il vassoio antico non può essere nascosto (prima parte) 「骨董盆は隠せない（前編）」 - Kottō bon wa kakusenai (zenpen) | 11 settembre 2021 |         |
| 1018 | Agasa ha ritrovato un piatto antico dal presunto valore inestimabile che ha sottoposto ad un perito e da cui aspetta il responso. Dalla TV ha appreso inoltre che esiste un piatto dal valore di 100 milioni di yen e che tre copie di quel piatto sono state sottoposte da tre diversi clienti allo stesso perito contattato da Agasa. Masumi è davanti casa di Agasa che sta spiando e Ai chiede spiegazioni a Conan il quale le dice che probabilmente la sta spiando perché è venuta a sapere da Ran e Sonoko che lei dimostra di possedere un atteggiamento di persona adulta. Okiya suona alla porta accompagnato da Masumi e si offre di accompagnare Agasa e Conan dal perito che deve analizzare il piatto e lei si aggiunge al gruppo approfittando della presenza di Ai per tenerla sotto osservazione. Il perito viene colpito dopo che all'assassino gli viene rivelato che il piatto da lui portatogli è un falso e privo di valore. Agasa trova il perito in fin di vita e si allontana raggiungendo il resto del gruppo per chiamare l'ambulanza. Proprio in quel momento l'assassino, che si era nascosto in un armadio, finisce la vittima. Conan, Masumi e Okiya si recano nella stanza e subito dopo sopraggiungono i tre clienti del perito. I tre piatti vengono trovati riposti ognuno dentro la propria scatola. |                   |         |
| 1019 | Il vassoio antico non può essere nascosto (seconda parte) 「骨董盆は隠せない（中編）」 - Kottō bon wa kakusenai (chūhen) | 18 settembre 2021 |         |
| 1019 | Masumi, insospettita da frasi piuttosto raffinate pronunciate da Ai, le chiede se ha preso la stessa medicina di Conan, ma Okiya sottolinea che non è strano sentire i bambini di oggi usare certi termini raffinati giacché essi vengono appresi facilmente tramite l'uso degli smartphone. Agasa rivela delle informazioni relative al piatto autentico, ma nonostante ciò non si riesce ancora ad individuarlo perché il colpevole ha camuffato i piatti falsi rendendoli simili a quello autentico. Masumi chiede ad Okiya come ha fatto a capire fin da subito che fosse una ragazza, dal momento che indossava un caso da motociclista, e lui risponde che lo ha capito dal sedere. Conan chiede di nascosto ad Okiya se Masumi è sua sorella e lui glielo conferma e gli dice che vuole evitare di svelarglielo in modo che non venga coinvolta nelle sue faccende. Akai ricorda così un episodio di diciassette anni prima quando lui, Mary e Shukichi si stavano trasferendo dall'Inghilterra al Giappone in seguito ad un'email del padre che gli aveva raccomandato di trasferirsi in Giappone e nascondere le loro origini inglesi. Mary spiegò che il marito (padre di Akai e Shukichi) prese questa decisione perché era stato assoldato da Haneda per indagare sulla morte del figlio Kohji, morto in cause misteriose, e aveva scoperto che c'erano di mezzo persone potenti. Mary concluse che una volta sconfitte queste persone loro padre sarebbe ritornato per stare con Masumi. Questa insiste nel chiedere ad Ai del farmaco chiedendole se può averne una dose e Okiya deduce dalle sue parole che non è lei la persona a cui serve e Masumi prova a sferrargli un calcio per la rabbia. Masumi si lascia scappare che il seno della madre "era" molto prorompente e così Okiya le chiede se per caso la donna è defunta, così Conan capisce che Akai sta cercando informazioni sulla madre e che probabilmente la madre è la bambina che abita con Masumi e che anche lei si è rimpicciolita dopo aver ingerito l'APTX 4869. Capisce così che nel caso dell'ascoltatore delle anime era stata Mary a stendere l'assassino. Conan capisce così il significato della frase "sorella proveniente da fuori territorio" che Masumi gli aveva riferito alludendo a Mary.                               |                   |         |
| 1020 | Il vassoio antico non può essere nascosto (terza parte) 「骨董盆は隠せない（後編）」 - Kottō bon wa kakusenai (kōhen) | 25 settembre 2021 |         |
| 1020 | La polizia ha ritrovato tra gli oggetti della vittima il piattino che gli aveva sottoposto Agasa e tramite quello Conan capisce come rintracciare il piatto autentico fra i tre e risolve il caso. Conan inoltre riesce ad individuare il proprietario del piatto autentico. Masumi congeda Conan, Ai, Agasa e Okiya e quest'ultimo dice che probabilmente lei si presenterà meno frequentemente dato le battute che lui le ha rivolto. Conan va per chiedere ad Okiya se le sue supposizioni su Mary sono corrette, ma lui va via. Conan svela il significato della frase misteriosa riferitale da Mary capendo così che alludeva alla "Secret Intelligence Service", una polizia dei servizi segreti inglese. Masumi chiede a Mary spiegazioni sul modo di dire "fifty fifty" che lei ripete spesso e Mary le dice che era un modo di dire che soleva ripetere il padre di lei, Tsutomu, e che era solito pronunciarlo anche Akai. Mary le chiede se è riuscita nel suo intento di recuperare l'antidoto per riacquistare le sue sembianze, ma Masumi le dice che le sta intralciando la strada Okiya, un signore che abita nella stessa strada di Agasa. Masumi sospetta che possa trattarsi di Akai dato che anche lui usa l'espressione "fifty fifty". |                   |         |
| 1021 | Rondò dei cattivi amici 「悪友たちの輪舞」 - Akuyū-tachi no Rinbu | 2 ottobre 2021    |         |
| 1021 | Tre persone piantagrane vengono trovate morte. Dopo che la polizia ha trovato 30 milioni di yen nell'appartamento di Yasuho Shida, una delle tre vittime, Conan sospetta che siano loro i colpevoli di una rapina avvenuta tre giorni prima. |                   |         |
| 1022 | Museo della maledizione 「呪いのミュージアム」 - Noroi no Myūjiamu | 9 ottobre 2021    |         |
| 1022 | Conan, Ran e Sonoko stanno visitando il Museo delle Antiche Civiltà Orientali per comprare il portachiavi di un dio egizio. Quando stanno per pagare il portachiavi, la statua di Anubi cade sul corpo di Hiroaki Uchida e viene trovato morto. Il direttore del museo, Ken Kowata, teme che si tratti della maledizione di Anubi. Conan nota che c'è una ferita sulla testa della vittima e che la piattaforma rotta su cui si trovava la statua, sembra essere stata manomessa. |                   |         |
| 1023 | La libreria sibilante 3 「汽笛の聞こえる古書店3」 - Kiteki no kikoeru kosho-ten Surī | 16 ottobre 2021   |         |
| 1023 | Michiko Yoshikawa invita i Detective Boys al corso di scrittura di Kosuke Omura, poiché vuole imparare a scrivere un romanzo. La lezione si tiene a casa di Ryoji Nojima, che ha sponsorizzato Omura per i suoi libri. Durante la pausa pranzo, Michiko rivela di essersi tagliata un dito con un libro. Ayumi le dà un cerotto e pochi istanti dopo, si accascia al suolo. Successivamente viene portata in ospedale e la polizia scopre che uno dei libri ha un'alta concentrazione di veleno. |                   |         |
| 1024 | La sfida di Momiji Ooka (prima parte) 「大岡紅葉の挑戦状（前編）」 - Ōoka Momiji no chōsen-jō (zenpen) | 30 ottobre 2021   |         |
| 1024 | Ran riceve un messaggio da Momiji che le chiede il favore di far decifrare a Shinichi dei codici che un'amica di famiglia, una governante, poco prima di morire ha mandato ai quattro figli per metterli sulle tracce di un tesoro. Ran e Conan si recano sul luogo dell'appuntamento datogli da Momiji ma anziché trovare lei trovano Heiji e Kazuha. Tre ore prima Momiji si era incontrata con Heiji e gli aveva sottoposto il caso ma poiché lui non era del tutto propenso ad accettarlo allora Momiji ha inscenato questa sfida con Shinichi per spronarlo a risolvere il mistero. Momiji atterra inaspettatamente sul tetto dell'edificio in cui si trovano i quattro e chiede dove sia Shinichi, ma Ran le riferisce che era impegnato e quindi è venuta in compagnia di Conan. Iori ricorda a Heiji che se dovesse perdere la sfida dovrà soddisfare qualunque richiesta che gli avanzi Momiji, come promesso in precedenza. Momiji confida ai quattro ulteriori dettagli sulla governante e i figli. Heiji e Conan decifrano al contempo i codici e così si recano nel luogo indicato dalla soluzione. Una volta arrivati, una guardia gli riferisce che prima di loro si sono recate lì quattro persone, i figli della governante, e quando entrano nel magazzino trovano tre di loro attorno al corpo esanime del primogenito. L'assassino risulta essere uno dei tre fratelli. |                   |         |
| 1025 | La sfida di Momiji Ooka (seconda parte) 「大岡紅葉の挑戦状（後編）」 - Ōoka Momiji no chōsen-jō (kōhen) | 6 novembre 2021   |         |
| 1025 | I fratelli fanno presente che non si conoscono in quanto sono stati separati da piccoli e sono stati tutti adottati ma che riportano tutti e quattro un'ustione sulla mano che si erano causati prima di essere stati separati. Iori riferisce a Momiji che di lì a poco presso il luogo in cui si trovano avverrà un evento che accade una volta l'anno, una luce romantica che splenderà nel cielo. I due riflettono sul fatto che se Heiji dovesse vincere la gara allora non perderebbe l'occasione per confessare i suoi sentimento a Kazuha, dato che sta aspettando il momento giusto da tempo. Il loro obiettivo è dunque quello di fare in modo che vinca Shinichi in modo da impedirglielo e sperare che Momiji abbia ancora qualche speranza con Heiji. Questo risolve il caso svelando che in realtà il tesoro era quello di ricongiungere tutti e quattro i fratelli. Heiji porta Kazuha nel posto romantico in cui vuole confessarle il suo amore, ma Iori ha riferito qualcosa a Kazuha facendola allontanare da Heiji. Conan capisce che Heiji era intenzionato a confessare i suoi sentimenti. Heiji riferisce a Conan che la villa in cui lavorava la governante appartiene alla famiglia paterna di Shukici, il cui fratello adottivo Kohji Haneda, detentore di quattro titoli di shogi, era stato ucciso tramite la somministrazione dell'APTX 4869. |                   |         |
| 1026 | Il testimone che non parla 「言えない目撃者」 - Ienai mokugekisha | 13 novembre 2021  |         |
| 1026 | In un vicolo viene trovato il corpo di una donna morta a bastonate. La polizia sta ispezionando la scena del crimine quando appaiono Conan Ran e Kogoro. Si sono verificati due incidenti simili nella zona nell'ultima settimana e la polizia sembra pensare che si tratti della stessa persona. A causa dello stato di ubriachezza, le vittime dei due casi non ricordano nulla e nella zona non ci sono telecamere di sorveglianza. Mentre Conan vaga per la scena del crimine, vede una casa. C'è una figura che sbircia la scena dal secondo piano della casa. |                   |         |
| 1027 | Dietro il tendone 「カーテンの向こう側」 - Kāten no mukōgawa | 20 novembre 2021  |         |
| 1027 | Ayumi, Mitsuhiko, Genta e Agasa sono a cena al ristorante. Mitsuhiko nota le sagome di due persone sedute una di fronte all'altra dall'appartamento dall'altra parte della strada e informa gli altri. L'uomo si avvicina alla donna e sembra volerla baciare. Tuttavia, l'uomo inizia improvvisamente ad attaccare la donna. Sul posto arriva subito un agente di polizia. Dal citofono la donna ammette di vivere con un grosso cane e quello che hanno visto i Detective Boys è stato il cane che giocava con lei. Per confermarlo, l'ufficiale chiede il permesso alla donna di guardarsi intorno, ma lei permette solo alla polizia di venire da sola. La polizia ha poi confermato che lì vive solo la donna e non è successo nulla. Il giorno successivo, i Detective Boys vanno all'agenzia investigativa per chiedere a Conan del caso. Spiegano cosa è successo e come appariva la coppia dal loro punto di vista. Successivamente litigano e Mitsuhiko afferma che hanno capito tutto al contrario. Sentendo ciò, Conan ripensa al caso e si rende conto di cosa è realmente accaduto. |                   |         |
| 1028 | Ballata di una donna che ama la torta 「ケーキを愛する女のバラード」 - Kēki o aisuru on'na no Barādo | 27 novembre 2021  |         |
| 1028 | Ayumi, Mitsuhiko e Genta stanno esplorando un edificio abbandonato quando trovano una donna sepolta dai detriti. Quest'ultima si alza e fugge spaventandoli. Presto Conan trova i suoi compagni e li sveglia. Seguendo la scia di sangue lasciata dalla donna, arrivano alla Western Confections Paradise, una pasticceria. Hanno trovato una donna vestita di rosso con una macchia di sangue sulla gamba e sospettavano che fosse lei la donna schiacciata. Decidono di seguirla. La donna si reca alla fabbrica principale della Western Confections Paradise. Mentre Conan e i Detective Boys pianificano di entrare dall'ingresso di servizio, improvvisamente il segretario dell'azienda dolciaria Yayoi Ito ha urlato. Il presidente dell'azienda, Akira Ogawa, viene trovato annegato nella zuppa di fagioli rossi. La polizia, insieme a Kogoro, non riesce a scoprire il colpevole. Tuttavia, Conan riesce a risolvere il caso. |                   |         |
| 1029 | Wild Police Story CASE. Jinpei Matsuda 「警察学校編 Wild Police Story CASE.松田陣平」 - Keisatsu gakkō-hen Wairudo Porīsu Sutōrī Kēsu. Matsuda Jinpei | 4 dicembre 2021   |         |
| 1029 | L'episodio è ambientato molti anni prima quando i giovani aspiranti poliziotti Amuro, Morofushi, Wataru, Kenji e Matsuda frequentarono l'accademia di polizia. Rei e Matsuda erano soliti litigare ed erano entrambi supportati da due cari amici, rispettivamente Hiromitsu e Hagiwara. Il comandante Hachizo Onizuka impartisce delle lezioni in accademia agli aspiranti poliziotti e da un intervento di Matsuda in aula, Rei capisce che egli odia i poliziotti e quindi comincia a fare delle ricerche sul padre di questo, per trovare una ragione al profondo odio che prova nei confronti della polizia. Hiromitsu gli confida che il padre di Matsuda, un campione di pugilato, fu accusato ingiustamente di omicidio e venne arrestato. Poco dopo fu liberato in seguito all'arresto del vero assassino, ma ormai avendo perso la sua fama nel pugilato si buttò nell'alcol. Rei si reca a lezione, ma Hiromitsu si intrattiene nel fare un'altra ricerca. Al poligono di tiro Rei dimostra ottime capacità di mira mentre Matsuda, riscontrando delle difficoltà con la pistola, la smonta per poterla riparare. Una volta raccolte le pistole manca all'appello un proiettile. A causa di un incidente Onizuka precipita da un tetto e rischia di morire impiccato, allora Matsuda comincia subito a riassemblare la pistola con le sue abilità. Nel frattempo Hagiwara riesce con un trabocchetto a scoprire chi possedeva il proiettile mancante e cedendolo a Rei, assieme alla pistola datagli da Matsuda, riesce a sparare alla corda che avvolge il collo del comandante e a trarlo così in salvo. I tre mostrano così di possedere un grande spirito di squadra. Rei chiede a Matsuda come mai vuole diventare poliziotto se odia così tanto la polizia e lui risponde che vuole picchiare il prefetto di polizia di Kyoto che ha causato tanti danni morali al padre, Rei invece confessa di voler diventare poliziotto perché vuole trovare Elena, nonché madre di Sherry. |                   |         |
| 1030 | Anno vuoto (prima parte) 「空白の一年(前編)」 - Kūhaku no ichinen (zenpen) | 11 dicembre 2021  |         |
| 1030 | Memtre Kogoro sta camminando per l'area metropolitana di Koneru dovo aver finito di lavorare, sente che qualcuno è stato quasi investito da un'auto. La persona investita è Ritsuo Ekasa che non ricorda cosa è accaduto lo scorso anno. Successivamente vanno all'agenzia investigativa, dove Esaka racconta di come all'improvviso è passato un anno e di come ha recuperato la sua memoria originale dimenticando quella dell'anno passato. Intanto c'è una notizia che riguarda Akira Kisugi, un truffatore scomparso improvvisamente sei mesi fa e ritrovato sepolto tra le montagne di Wakabadai tre giorni fa, parzialmente decomposto. Controllando la cronologia della sua tessera ferroviaria scoprono che deve aver vissuto a Koneru nell'ultimo anno. Esaka si riunisce con le persone con cui ha trascorso del tempo a Koneru e quasi riacquista la memoria dopo essere stato abbaiato da un cane che odia. Due giorni dopo, Conan e Goro si dirigono a casa di Esaka con grandi speranze, solo per scoprire che Esaka è stato trovato morto. |                   |         |
| 1031 | Anno vuoto (seconda parte) 「空白の一年(後編)」 - Kūhaku no ichinen (kōhen) | 18 dicembre 2021  |         |
| 1031 | La polizia dice che si tratta di suicidio perché c'è una nota di suicidio scritta sul portatile e l'appartamento era chiuso a chiave, con due chiavi trovate all'interno della stanza. Tuttavia Conan scopre che una delle tazze è posizionata diversamente sullo scaffale, il che significa che qualcuno era lì con Esaka prima della sua morte. Conan e Kogoro vanno a Wakabadai e chiedono alle persone se riconoscono Esaka. Una donna proprietaria di un negozio di takoyaki dice che quel giorno Esaka fu inseguito da un cane e si arrampicò su un palo. Più tardi, vide qualcosa, prima che apparisse un fulmine. La direzione che ha visto è la strada dove si trovano la residenza di Akira Kisugi e un tempio. Conan deduce che Esaka ha visto il colpevole e ha cercato di ucciderlo solo di recente perché non sa dove vive, il che significa anche che il colpevole vive a Koneru. Tuttavia, nella lista dei sospetti non c'è nessuno che vive a Koneru. Successivamente hanno chiesto informazioni a Takuzo, ma non ne ha sentito parlare. Hida, Mizutani e Mamoru decidono in seguito di aiutare Kogoro a cercare qualcosa di sospetto. Conan decide di indagare sull'incrocio dove Esaka è quasi stato investito da un'auto. Accanto all'incrocio c'è il parcheggio per biciclette, dove lavora Takuzo. Dopo ulteriori indagini Conan scopre il colpevole. |                   |         |
| 1032 | Ran Mori la modella 「モデル、毛利蘭」 - Moderu, Mōri Ran | 25 dicembre 2021  |         |
| 1032 | Ran viene scelta come modella per un dipinto di Ryuji Kasuga. Quel giorno Conan accompagna Ran perché è preoccupato. Più tardi, sente qualcosa dal giardino. Mentre sta indagando, incontra il giardiniere, che gli dice che è successo qualcosa con due modelle precedenti. Entrambe le modelle, Ayu Nagahata e Machiko Nogami, sono state spinte nello stesso posto in cui Kyosuke le aveva assunte, e ammettono di aver visto Kasuga il giorno dell'incidente. Machiko ricorda di aver sentito un suono metallico. Conan poi dice a Kogoro che il giardiniere ha rivelato che la moglie di Kasuga è morta sei mesi fa e che lui era depresso e non poteva entrare nel suo studio. Dopo un po', trova alcune modelle e inizia a dipingere, ma entrambe finiscono per essere attaccate da qualcuno mentre tornavano a casa il giorno in cui il dipinto era finito. Dopo aver sentito ciò, corrono velocemente a casa di Kyosuke. |                   |         |
| 1033 | Tavola shogi del maestro Taiko (mossa di apertura) 「太閤名人の将棋盤（初手編）」 - Taikō meijin no shōgi-ban (shote-hen) | 8 gennaio 2022    |         |
| 1033 | I Detective Boys incontrano Shukichi per strada mentre parlano dello shogi. Poco dopo incontrano Yumi che sta pedinando Shukichi poiché ultimamente lo vede comportarsi in modo strano. Yumi porta con sé Conan e lui le chiede se possiede informazioni riguardo i genitori di Shukichi. Lei gli riferisce che era stato adottato da una famiglia miliardaria e poiché il suo fratello acquisito, Kohji Haneda, campione di shogi, era morto per cause ignote allora la famiglia adottò Shukichi chiedendogli di diventare campione di shogi in onore del fratello deceduto. Continuando a pedinare Shukichi notano che egli offre delle ciambelle a due donne e Yumi diventa rossa dalla rabbia. Yumi e Conan escono allo scoperto e Shukichi spiega che le due donne sono giocatrici di shogi. Il gruppo si dirige in un palazzo dove trovano un altro giocatore che li sta aspettando e assieme rinvengono il corpo senza vita di un loro compagno di gioco. |                   |         |
| 1034 | Tavola shogi del maestro Taiko (mossa brillante) 「太閤名人の将棋盤（妙手編）」 - Taikō meijin no shōgi-ban (myōshu-hen) | 15 gennaio 2022   |         |
| 1034 | I sospetti ricadono su un omicida seriale che poco tempo prima aveva ucciso un altro giocatore di shogi con una dinamica analoga. Conan suppone dal numero di supporti presenti su una scacchiera che potrebbero verificarsi altri due omicidi. Poco dopo accanto al palazzo divampa un incendio in una casa dentro la quale viene rinvenuto il corpo carbonizzato di un giocatore di shogi morto poco prima che divampasse l'incendio e anche in questo caso viene trovata una scacchiera, questa volta con un solo supporto, ad indicare che manca una vittima all'appello. Shukichi si presenta a casa dell'assassino invitandolo a costituirsi. Yumi informa Conan di non avere più notizie di Shukichi, che si risveglia legato a casa dell'assassino. Conan avvisa i suoi genitori e Akai della scomparsa di Shukichi scovando insieme a loro l'identità del colpevole. |                   |         |
| 1035 | Tavola shogi del maestro Taiko (scacco matto) 「太閤名人の将棋盤（王手編）」 - Taikō meijin no shōgi-ban (ōte-hen) | 22 gennaio 2022   |         |
| 1035 | Akai si reca da Conan senza indossare il suo solito travestimento da Subaru e chiama Shukichi che riesce a rispondere di nascosto dall'assassino e permette al fratello di raggiungere l'appartamento tramite la geolocalizzazione col GPS. Conan svela l'identità del colpevole e capisce che in realtà la seconda vittima ritrovata era stata uccisa in precedenza rispetto alla prima e tramite uno stratagemma ha fatto sì che il corpo fosse trovato in seguito. Arrivati nel palazzo Conan e Akai ricevono un suggerimento da Shukichi per individuare il piano in cui si trova e così i due riescono a liberarlo. Akai è al telefono con Camel e gli chiede un favore riguardo al proiettile da lui sparato per intimidire l'assassino. Shukichi riferisce ad Akai che la madre Mary non risponde più alle sue chiamate. Akai chiede al fratello se ha riferito alla madre che lui è ancora vivo e, dopo la risposta negativa di Shukichi, lo rassicura che la madre si rifarà viva. |                   |         |
| 1036 | Whiteout (prima parte) 「ホワイトアウト（前編）」 - Howaito Auto (zenpen) | 29 gennaio 2022   |         |
| 1036 | Agasa porta Conan, Mitushiko, Ayumi e Genta in una stazione sciistica sulle montagne fuori Tokyo. Lungo il tragitto trovano un'auto bloccata sulla strada per la stazione sciistica e aiutano a tirarla fuori, il che li porta a incontrare Kengo Ishibashi, il presidente di un'azienda farmaceutica, e Takeru Yokoyama, un medico. Apparentemente stavano andando a fare un po' di caccia sportiva. Qualche tempo dopo, i Detective Boys arrivano alla stazione sciistica. Nel frattempo, ci sono altre due persone, Masaki Mori e Taro Tannai, che desiderano non essere trascinate in ulteriori guai dopo averne affrontati alcuni in passato. Ishibashi e Yokoyama arrivano quindi a una cabina. Successivamente iniziano a camminare attraverso la foresta portando con sé i fucili. All'improvviso, Ishibashi chiede a Yokoyama della medicina sviluppata dall'azienda di Ishibashi. Tuttavia, poiché la medicina ha un effetto collaterale, Yokoyama si rifiuta di usarla nel suo ospedale. Sentendo ciò, Ishibashi tira fuori la pistola, dicendo che la sua medicina sarà adottata finché Yokoyama sarà fuori dai giochi. Ammette anche di aver già manomesso la pistola di Yokoyama, quindi non può usarla. Yokoyama incredulo cerca di usare la sua pistola senza alcun risultato, Ishibashi poi getta via la pistola ed estrae un coltello dalla giacca. Entrambi iniziano quindi a litigare e lottare l'uno per l'altro. Nel frattempo, Conan e i Detective Boys sono sullo skilift. Ayumi assiste accidentalmente al combattimento, che termina con Yokoyama che viene pugnalato da Ishibashi. Quasi nello stesso istante, Ishibashi alza lo sguardo e vede Ayumi che lo sta guardando dall'alto, e si rende conto che molto probabilmente ha assistito all'omicidio. Ayumi racconta a Conan dell'accaduto, così chiede aiuto allo staff del resort il quale viene ingannato da Ishibashi appena arrivato. Mentre quest'ultimo sta parlando al telefono, i Detective Boys scappano. Poiché non c'è segnale per usare i loro cellulari, sono costretti a trovare una strada e chiedere aiuto a qualcuno. Conan nota due persone in lontananza e capisce che sono complici di Ishibashi. Mentre la bufera imperversa i Detective Boys riescono a trovare una piccola capanna anche se in pessime condizioni. |                   |         |
| 1037 | Whiteout (seconda parte) 「ホワイトアウト（後編）」 - Howaito Auto (kōhen) | 5 febbraio 2022   |         |
| 1037 | Conan e i ragazzi del detective arrivano sani e salvi alla capanna. Alla stazione sciistica, mentre la tempesta di neve continua a diventare più intensa, Agasa cerca di chiamare Conan ma non riesce a raggiungerlo. Fortunatamente, Conan riesce a ricevere un segnale debole e a chiamare Agasa. Tuttavia, le loro frasi finiscono per interrompersi. Conan racconta rapidamente ad Agasa dell'omicidio e di come il colpevole Ishibashi li sta inseguendo. Chiede ad Agasa di chiamare la polizia e una squadra di soccorso prima che la chiamata venga interrotta. Il tetto della capanna sta per crollare e Conan decide che devono uscire legati con una corda per andare in una cabina più grande con elettricità e telefono fisso. Il tetto della capanna viene spazzato via recide la corda dividendo Ayumi, Mitsuhiko, Genta e Conan che precipita dal pendio perdendo gli occhiali che non funzionano più correttamente. Nonostante ciò, Conan riesce a trovare i suoi amici grazie alla spilla dei Giovani Detective e si dirigono verso la cabina. Quando Conan sta aprire la porta un enorme cumulo di neve lo seppellisce e tre persone misteriose si avvicinano a Genta, Mitsuhiko e Ayumi. Le tre persone risultano essere la squadra di soccorso chiamata da Agasa. Conan è stato salvato e poi portato all'ospedale centrale di Okuyama per riprendersi. Dopo che Conan ha ripreso conoscenza, Agasa gli dice che la polizia è riuscita a trovare il corpo di Yokoyama proprio dove Ayumi aveva detto. Inoltre ha trovato anche Ishibashi e i suoi complici bloccati nella foresta durante la bufera di neve e si sono arresi. Tuttavia, Conan si è addormentato di nuovo perché era esausto dopo l'intera dura prova che lui e i bambini avevano dovuto affrontare. |                   |         |
| 1038 | Wild Police Story CASE. Wataru Date 「警察学校編CASE.伊達航」 - Keisatsu gakkō-hen Kēsu. Date Wataru | 12 marzo 2022     |         |
| 1038 | È passato un mese dall'ammissione all'accademia di polizia e il gruppo di aspiranti poliziotti sembra essere diventato affiatato. Date comincia a difendere Rei che da sempre viene schernito per il colore dei suoi capelli. Kenji nutre i sospetti che a Date possa piacere Rei data la cura che si prende di lui ma lui smentisce dicendo di avere una ragazza, Natalie. Matsuda afferma di aver visto entrare in un negozio un tipo con uno strano tatuaggio a forma di coppa e Hiromitsu gli chiede allarmato delle informazioni riguardo alla persona in questione. Date racconta a Rei che suo padre perse la vita a seguito di una rapina in un negozio in cui il padre non oppose resistenza, ma poiché Wataru minacciò l'assassino allora questo cominciò a percuotere ripetutamente il padre che finì in ospedale per un anno e si congedò dunque dalla polizia. Wataru e Rei si recano in un negozio in cui irrompono dei rapinatori. Tutti i clienti del negozio vengono imbavagliati, legati e rinchiusi nello sgabuzzino e i due poliziotti riescono a liberarsi a vicenda. Hiromitsu fa ancora fatica a confidare i suoi segreti a Kenji e Matsuda e mentre i tre stanno passeggiando vedono lampeggiare l'insegna del market in cui i loro amici sono prigionieri. I tre irrompono nel market fingendo di aver capito che stanno girando un film all'interno facendo così entrare una grande folla di gente nel negozio e mandando all'aria il piano dei rapinatori. Kenji spiega a Wataru che suo padre in passato non aveva opposto resistenza perché aveva notato che fuori dal negozio c'erano altri complici del rapinatore e pertanto se avesse reagito avrebbe messo a repentaglio la vita delle persone che erano nel negozio. Wataru così torna a sentirsi col padre, abbandonando ogni forma di delusione nei suoi confronti. |                   |         |
| 1039 | Zucca di Halloween volante 「空飛ぶハロウィンカボチャ」 - Soratobu Harowin kabocha | 16 aprile 2022    |         |
| 1039 | Conan va al Café Poirot perché Ran e Kogoro sono usciti. Qui Azusa, sta preparando delle lanterne per Halloween. Mentre la aiuta, Conan scopre che un fantasma a forma di zucca è stato recentemente scoperto ed è sulla bocca di tutti in città. Una donna, Tamie Kono, entra in gran fretta, seguita dai vicini di casa Tomomi Koriyama e Gouji Mizunuma. Stavano realizzando delle lanterne per il "Concorso di zucche di Halloween nella via dello shopping di Beika" con le zucche donate da Azusa, ma le zucche sono state rubate. Conan e Azusa decidono di controllare il vicinato per scoprire chi ha rubato le zucche. |                   |         |